# هدف از زیبایی
هدف از زیبایی (به انگلیسی: The Object of Beauty) فیلمی محصول سال ۱۹۹۱ و به کارگردانی مایکل لیندزی-هاگ است. در این فیلم بازیگرانی همچون جان مالکوویچ، اندی مک‌داول، جاس آکلند، رودی دیویس، لولیتا داویدوویچ، بیل پترسون، پیتر ریجرت، جک شپرد، راجر لوید-پک، پیپ تورنس و بری گوردون ایفای نقش کرده‌اند.